# Dwór w Kwiatonowicach
Dwór w Kwiatonowicach – zabytkowy dwór szlachecki z XIX wieku zlokalizowany w miejscowości Kwiatonowice w powiecie gorlickim. Widnieje w rejestrze zabytków od 1986 roku. Wchodzi w skład zespołu dworsko-parkowego.   
Dwór wybudowano najprawdopodobniej w 1 połowie XIX wieku. Wśród pierwszych właścicieli dworu był Kazimierz Sczaniecki z rodziną. Jako guwernantka rodziny Sczanieckich, we dworze pracowała Lina Bögli – nauczycielka i pisarka, autorka książek podróżniczych.